# فاتح آل كاشف الغطاء
فاتح آل كاشف الغطاء هو سياسي ورجل دين شيعي راحل، وزوج سلامة الخفاجي عضو مجلس الحكم. كان يشغل منصب مستشار في رئاسة جمهورية العراق ومدير مركز الثقلين للدراسات الإستراتيجية.
توفي في 24 أيلول 2016 في بغداد إثر نوبة قلبية.